# Clematis archboldiana
Clematis archboldiana là một loài thực vật có hoa trong họ Mao lương. Loài này được Merr. & L.M.Perry mô tả khoa học đầu tiên năm 1943.